# Паттон, Джордж Смит
Джордж Смит Па́ттон-младший (англ. George Smith Patton, Jr.; 11 ноября 1885, США — 21 декабря 1945, Американская зона оккупации Германии) — американский военачальник, один из главных генералов американского штаба, действовавшего в период Второй мировой войны; командир танкового корпуса, принявшего участие в военных действиях во Франции, активный участник кампаний в Северной Африке, на Сицилии, во Франции и Германии с 1943 по 1945 годы.

## Ранние годы

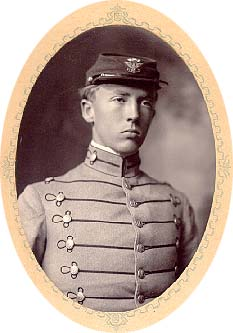
Паттон в Военном институте Виргинии

Джордж Паттон родился в семье Джорджа Смита Паттона и Рут Уилсон. Отец, работавший адвокатом, приходился родственником американскому генералу Уоллеру Паттону, сражавшемуся на стороне КША, погибшему в сражении под Геттисбергом. Дед, также Джордж Паттон, в годы гражданской войны в США командовал 22-м вирджинским пехотным полком. В детстве Джорджу Паттону-младшему было трудно учиться читать и писать (историк Алан Аксельрод замечает, что это могло быть следствием дислексии), но во взрослой жизни он был известен как увлечённый читатель. Получал домашнее образование, пока в возрасте одиннадцати лет не был определён в Школу Стивена Кларка в Пасадене, где проучился последующие шесть лет. В школьные годы увлекался чтением военно-исторической литературы о подвигах Юлия Цезаря, Жанны д’Арк, Наполеона Бонапарта и Сципиона. С 1903 по 1904 год обучался в Военном институте Виргинии. В 1909 году окончил Военную академию в Вест-Пойнте. На летней Олимпиаде 1912 года был участником соревнований по современному пятиборью, тогда впервые включённых в олимпийскую программу, занял пятое место и стал сильнейшим участником из числа спортсменов, представлявших не Швецию. Начал военную карьеру в 1913 году как лейтенант кавалерии. Был адъютантом генерала Першинга во время экспедиции в Мексику в 1916—1917 годах.

## Действия во время Первой мировой войны

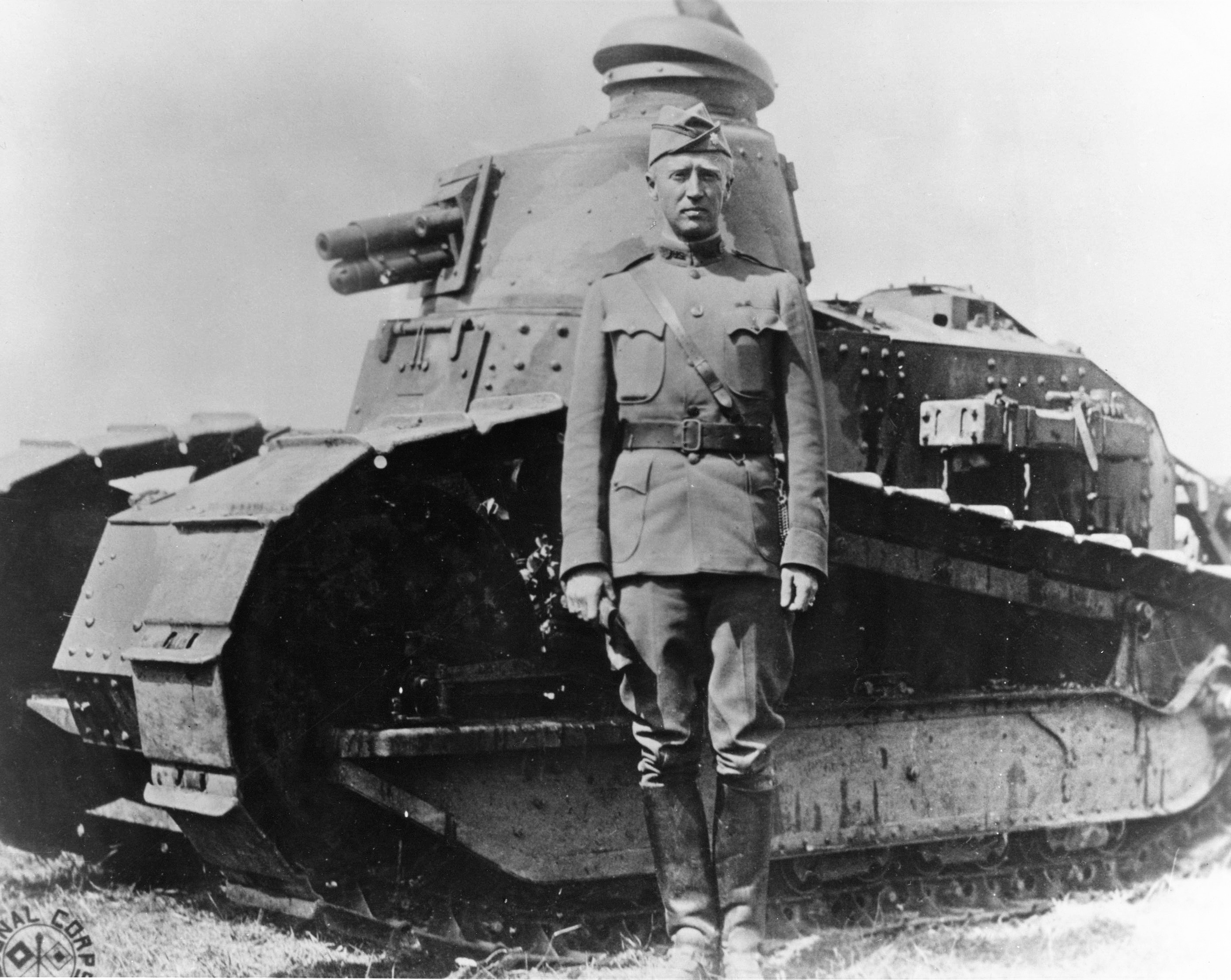
Паттон на фоне танка Рено FT-17 во Франции в 1918 году

При вступлении США в Первую мировую войну генерал Першинг присвоил Паттону звание капитана. Позднее, по прошению самого Паттона, Першинг откомандировал его к недавно сформированному танковому корпусу Соединенных Штатов. В 1917 году произошло сражение при Камбре, где впервые в истории танки проявили себя как существенная сила. Поскольку американский Танковый Корпус в этом сражении участия не принимал, Паттон, вероятно, был наблюдателем.
За его заслуги (и организацию им учебной школы для американских танковых войск в Лангре, Франция) Паттон был произведен в чин майора, а затем подполковника, после чего служил в Американском танковом корпусе. Корпус, в то время бывший частью Американских экспедиционных сил, впоследствии стал частью 1-й армии США.
Паттон также принимал участие в битве при Сен-Мишель в сентябре 1918 года, где получил пулевое ранение в тот момент, когда запрашивал помощь для группы танков, застрявших в непроходимой грязи; пуля попала в верхнеягодичную мышцу и прошла навылет. По свидетельствам современников, спустя годы, на вечеринках среди военнослужащих, Паттон мог приспустить форменные брюки и показать шрам, назвав себя при этом «генерал пол-жопы» (англ. «half-assed general»). После прохождения лечения Паттон вернулся в строй.
За своё участие в операциях Меза-Аргонна Паттон получил звание полковника и был награждён медалью «За выдающиеся заслуги» и крестом «За выдающиеся заслуги». За боевое ранение он получил медаль «Пурпурное сердце».

## В Интербеллум
В период своей службы в Вашингтоне в 1919 году капитан (его понизили из его временного военного звания полковника) Паттон познакомился с Дуайтом Эйзенхауэром и стал его близким другом. Впоследствии Эйзенхауэр сыграл огромную роль в карьерном взлёте Паттона. Под руководством Эйзенхауэра Паттон командовал войсками при разгоне марша ветеранов Первой мировой войны (бонусная армия) в 1932 году. В начале 1920-х гг. Паттон подал петицию в Конгресс США с требованием увеличения финансирования бронетанковых войск страны, но ему было отказано. В то же время он на профессиональном уровне писал статьи по тематике ведения танкового боя и общей тактике бронетанковых войск, предлагая новые методы и тактические приёмы, и продолжал работу по улучшению самих танков, например, выступил с инновационными предложениями по применению радиосвязи в танках и улучшению конструкции танковых башен, но отсутствие общественного интереса к танковым войскам в общем и к танкам в частности тормозил его продвижение по службе, и он вернулся в кавалерию.

## Действия во время Второй мировой войны
В тот момент, когда в США началось обсуждение возможного участия во Второй мировой войне, Паттон командовал 2-й бронетанковой дивизией, которая с переменным успехом участвовала в луизианских и каролинских манёврах в 1941 году. Эта дивизия была расквартирована в Форт-Беннинг, штат Джорджия, до того момента, как Главнокомандующим бронетанковыми войсками генерал-майором Джейкобом Л. Диверсом был отдан приказ дивизии вместе с её командиром переместиться в только что созданный «Пустынный тренировочный центр» (англ. Desert Training Center) в Индио, штат Калифорния.
Деверс назначил Паттона командиром 1-го механизированного корпуса; в этой должности он оставался до вторжения союзников в Северную Африку.
3 июня 1942 года Паттон пришёл к выводу, что японцы потенциально могут в любой момент высадиться на побережье Мексики, которая незадолго до этого — 22 мая 1942 года — присоединилась к антигитлеровской коалиции. Он был уверен, что оттуда японцы смогут продвинуться на север при поддержке с воздуха, а ВМФ Японии может вторгнуться в воды Калифорнийского залива. За три дня Паттон привёл свой корпус в минутную боевую готовность, чтобы иметь возможность в любой момент защитить страну от вторжения противника.
Японские силы высадились на Алеутских островах 6 июня.

### Война в Северной Африке

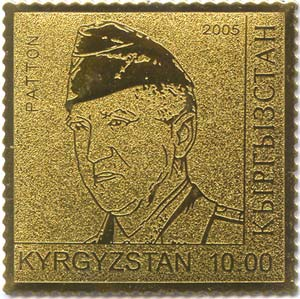
Почтовая марка Почты Киргизии с изображением генерала Паттона.

В 1942 году генерал-майор Паттон командовал Западным контингентом армии США, высадившейся на побережье Марокко во время операции «Факел». Он и его штаб прибыли в Марокко на борту тяжёлого крейсера ВМФ США «Августа» (англ. USS Augusta ) (CA-31), попавшего под огонь французского линкора «Жан Бар» при входе в гавань Касабланки.
После поражения Второго корпуса ВС США как части 1-й Армии Великобритании в 1943 году от немецкого корпуса «Африка» в битве в Кассеринском ущелье генерал Эйзенхауэр оценил причины неудач, изложенные в донесении генерал-майора Омара Брэдли. По итогам этого документа Паттону было присвоено звание генерал-лейтенанта, и 6 марта 1943 он был направлен командовать Вторым корпусом ВС США. Вскоре после этого Брэдли был назначен в его штаб корпуса в качестве заместителя командующего. Так началось долгое сотрудничество совершенно разных личностей, которое могло проявиться исключительно в военных условиях.
Паттон, жёстко тренирующий и муштрующий вверенные ему части, был абсолютно непопулярен в своих войсках, но все солдаты желали служить именно у него, так как, по их собственному мнению, служба под его командованием давала наибольшие шансы вернуться домой живыми.
И британские, и американские офицеры отмечали «мягкость» и некоторое разложение дисциплины во Втором корпусе под командованием Ллойда Федерналла. Паттон обязал каждого подвластного ему участника кампании носить стальные шлемы, даже гражданских лиц в рабочей одежде, а военнослужащих — носить непопулярные брюки и галстуки. Каждый мужчина был обязан ежедневно бриться и содержать свою униформу в надлежащем виде. При том, что эти меры не добавляли Паттону популярности, они возродили определённое чувство дисциплины и воинской гордости, после их введения ему дали прозвище «старая кровь и кишки».
Дисциплинарные меры быстро оправдали себя. К середине марта контрнаступление совместно с оставшимися в строю частями 1-й британской армии выдавило немцев гораздо восточнее, в то время как 8-я британская армия под командованием генерала Бернарда Лоу Монтгомери в Тунисе освободила от немецких войск Северную Африку.

### Кампания в Сицилии

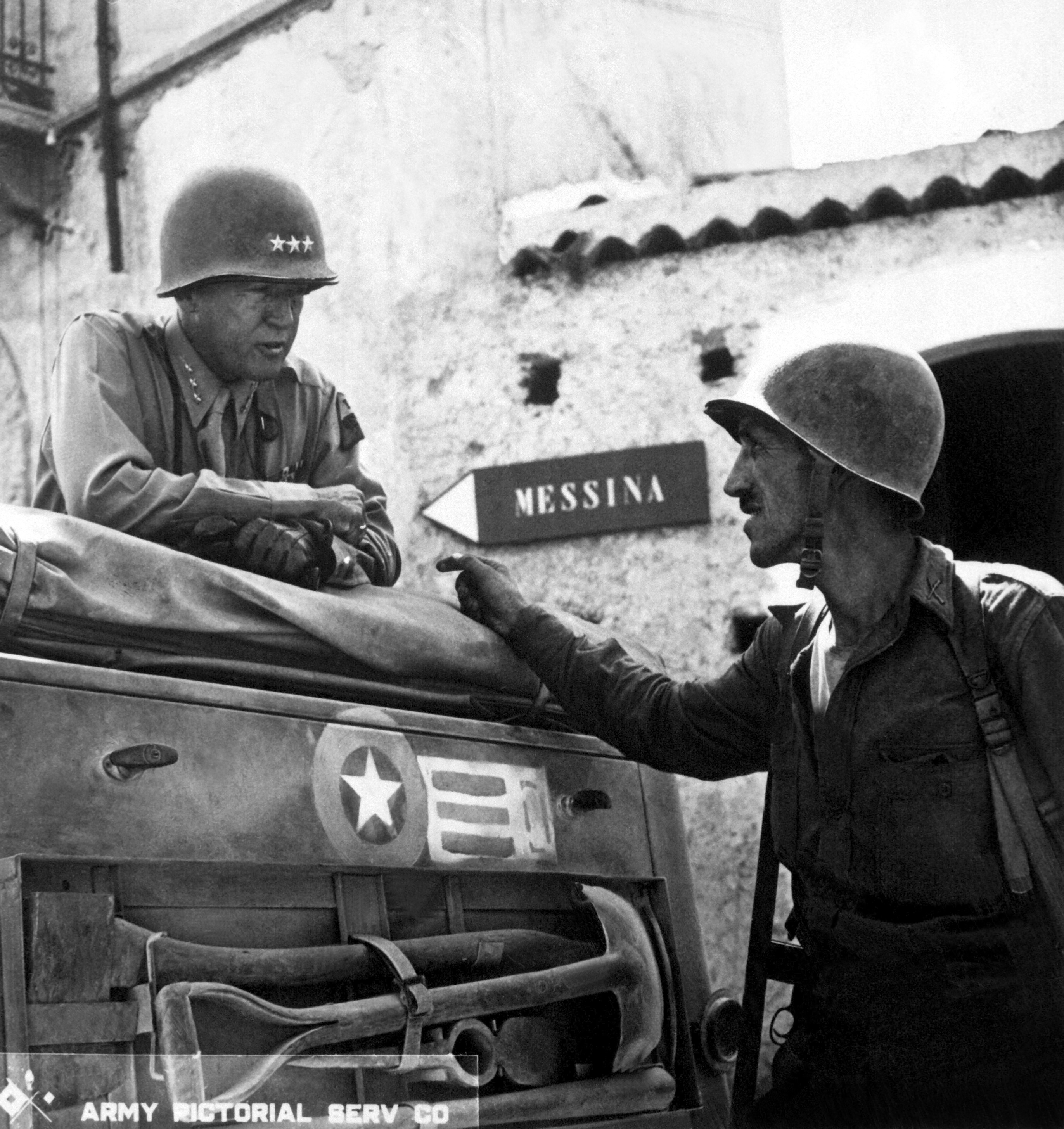
Недалеко от Броло, Сицилия. генерал Паттон обсуждает план действий с подполковником Лайлом Бернардом. Приблизительно 1943 г.

По результате успешного командования войсками в Северной Африке, Паттону было поручено командование Седьмой армией США, уже на этапе подготовки вторжения на Сицилию. Задачей Седьмой армии стала защита левого (западного) фланга 8-й британской армии, в то время как их общей задачей было продвижение на север и достижение Мессины.
Седьмая армия отразила несколько немецких контратак в зоне берегового плацдарма перед началом продвижения на север. Тем временем 8-я британская армия остановилась несколько южнее Этны, будучи не в силах продвигаться дальше из-за мощных оборонительных усилий немцев. Командующий группой армий Харольд Александер не мог должным образом координировать действия двух армий; по этой причине Монтгомери проявил инициативу и встретился с Паттоном с целью формирования общих задач группы и координации действий войск.
Паттон сформировал временный корпус под своим командованием. В итоге войска быстро продвинулись по западной Сицилии, захватили столицу Палермо и затем продвинулись восточнее до Мессины. Американские войска освободили Мессину в соответствии с планом, разработанным Монтгомери и Паттоном, но итальянские и немецкие войска имели преимущество в авиации и военно-морских силах, поэтому им удалось эвакуировать войска и большую часть тяжёлой техники через Мессинский пролив на основную территорию Италии.

### Инцидент с рукоприкладством. Отстранение
Генерал Паттон отличался достаточной жёсткостью и даже жестокостью в отношении к противнику. Его кровожадные речи привели к тому, что в вину ему ставилось возбуждение ненависти по национальному признаку, что привело к Бискарской резне — собирательному наименованию двух инцидентов, когда американские солдаты из 45-й пехотной дивизии убили 74 невооружённых итальянских военнопленных и двоих пленных немцев (один из стрелявших пояснил, что мотивацией к действиям послужили слова генерала Паттона).

#### Инцидент и его последствия
Инцидент с избиением рядового Беннета
…Готовясь к предстоящей встрече с Айком, Бесс одиннадцатого числа поехал в 93-й эвакуационный госпиталь, в тот момент расположенный неподалёку от северного побережья Сицилии, примерно в десяти милях от передовой частей Траскотта. Побеседовав с главными участниками событий, он собрал по частям неприглядную историю. В тринадцать тридцать десятого Паттон неожиданно появился в госпитале. Приветствовав майора Чарльза Эттера, принимающего офицера, он вместе с ним прошёл в палатку, где размещались пятнадцать вновь поступивших пациентов. Паттон пошёл вдоль рядов кроватей, задавая вопросы одному солдату за другим. В ответ на вопрос генерала, как у него дела, рядовой Пол Беннетт, четвёртый пациент, ответил: «Нервы у меня шалят. Как снаряды летят — слышу, а взрывы — нет». Повернувшись в раздражении к Эттеру, Паттон спросил: «О чём говорит этот человек? Что у него? Может, ничего?» Не дождавшись ответа от Эттера, который хотел посмотреть карту Беннетта, Паттон закричал на солдата: «Ах ты, ни на что не годный сукин сын! Ах ты, трусливый ублюдок! Ты — позор для армии и немедленно отправишься на передовую драться, хотя это слишком хорошо для тебя. Тебя следовало бы поставить к стенке и расстрелять, хотя и это тоже слишком хорошо для тебя. Я сейчас сам пристрелю тебя, будь ты проклят!» Сказав это, Паттон потянулся за револьвером, выхватил его из кобуры и принялся размахивать перед носом Беннетта. Ударив Беннетта наотмашь по лицу, Паттон приказал явившемуся на шум Карриеру: «Я требую, чтобы вы немедленно убрали отсюда этого типа. Я не хочу, чтобы остальные ребята, которые сражались, не жалея жизни, сидели тут вместе с ним и видели, как с ним нянькаются».
Паттон уже стоял у выхода, когда увидел, что Беннетт сидит на краю койки и плачет. Быстро вернувшись, он ударил Беннетта «с такой силой, что каска слетела с его головы и выкатилась наружу». К тому моменту в палатку, привлечённые шумом, сбежались сёстры и санитары. Они видели эту «вторую оплеуху».
Продолжая осмотр с полковником Карриером, Паттон встретился с несколькими пациентами из другой палатки. «Я ничего не могу с собой поделать, — признался он Карриеру, — у меня просто сердце на части рвётся при виде этих храбрых парней». В третьей палатке он завопил: «Да у меня кровь закипает в жилах, когда я вижу, как тут нянчатся с проклятыми сачками». Уезжая из госпиталя, Паттон повторил Карриеру: «Я не шутил насчёт того, что надо убрать отсюда этих трусов. Мне не нужно, чтобы трусливые ублюдки отсиживались в госпиталях. Их, наверное, придётся всё-таки когда-нибудь ставить к стенке, или мы разведём целые стаи мерзавцев».
В отличие от Паттона, Бесс поинтересовался историей Беннетта. Объект ярости генерала пошёл в армию добровольно, а не по призыву, и служил уже четыре года, принимал участие в Тунисской и Сицилийской кампаниях. Психиатр в госпитале вынес заключение, что парень не может находиться в строю. Любого, кто сомневался в его выводах, Бесс отсылал к трём другим корреспондентам, которые также провели расследование по имевшимся фактам: Меррилу «Реду» Мюллеру из «Нэйшнл бродкэстинг компани» (NBC); Джону Дэйли из «Columbia Broadcasting System» (CBS); и Элу Ньюмену из журнала «Newsweek».
Айк в Алжире узнал о нанесении побоев Кулу и Беннетту примерно 13 августа. Чтобы проверить правильность поступивших сведений, он отправил на Сицилию одного из штабных врачей, подполковника Перрина Лонга, который в рапорте от 16 августа обрисовал то же, что впоследствии представил Айку Бесс. Лонг узнал ещё, что Кул уже дважды попадал в госпиталь и что в третий раз врачи нашли у него дизентерию и малярию. Лонг также испытал сочувствие к Беннетту, который прослужил в регулярной армии четыре года. Несмотря на бессонницу, которой он страдал с того момента, когда ранили его лучшего друга, Беннетт просил врача оставить его в части, но тот приказал отправить его в госпиталь. Выводы Лонга были совсем не в пользу Паттона: «Нельзя даже подсчитать, сколь велико вредоносное воздействие подобных инцидентов на здоровье пациентов, на моральное состояние персонала госпиталей и на взаимоотношения между врачами и пациентами»…
Генералу пришлось пережить полосу неприятностей вследствие происшествия в 93-м эвакуационном госпитале, в августе 1943 года расположенном неподалёку от северного побережья Сицилии. При посещении госпиталя и осмотре раненых солдат он допустил рукоприкладство и словесные оскорбления двух рядовых, находившихся на лечении в одной из палат. В наши дни этим пациентам, скорее всего, был бы поставлен диагноз «посттравматический стресс» (англ. Post-Traumatic Stress Disorder), в те дни диагноз звучал как «нервное истощение в боевых условиях» (англ. shell shock). У солдат был серьёзный нервный срыв, но видимых ранений на теле не было.

По утверждениям очевидцев, Паттон неожиданно появился в госпитале. Поприветствовав принимающего офицера, майора Чарльза Эттера, он вместе с ним прошёл в палатку, где размещались пятнадцать коек с вновь поступившими пациентами. Задавая вопросы, он перемещался вдоль ряда коек. В ответ на вопрос генерала о том, как у него дела, четвёртый пациент, рядовой Пол Беннетт, заявил: 
Нервы у меня шалят. Как снаряды летят — слышу, а взрывы нет
В ответ Паттон ударил его и начал кричать, называя его и его соседа трусливыми и недостойными звания солдата. Фактически Паттон несправедливо обвинил обоих в уклонении от боя без уважительных причин.
Присутствовавшие при инциденте журналисты сообща решили не предавать его гласности, но врачи госпиталя использовали собственные связи в командовании и уведомили об инциденте Эйзенхауэра. У Эйзенхауэра были планы отослать Паттона обратно в США с порицанием, как и требовали поступить многие газеты, из-за официального расследования, будучи не в состоянии не информировать о нём общество. Однако после консультаций с Джорджем Маршаллом Эйзенхауэр решил оставить Паттона, отстранив его от командования группой войск. Кроме того, Эйзенхауэр обязал Паттона принести официальные извинения лично тем двум солдатам и публично — персоналу госпиталя.

#### Действия Паттона в отстранении
Эйзенхауэр использовал «увольнение» Паттона, имевшего в глазах противника наступательную репутацию, для обмана немцев относительно места вторжения на континент. В течение следующих 10 месяцев Паттон остаётся на Сицилии, он отстранён и от командования, и от службы, что расценивается немцами как некоторый ситуативный намёк на скорое вторжение на юге Франции. Причём сам Паттон не бездействовал, а по согласованию с Эйзенхауэром усиливал это впечатление и способствовал распылению ресурсов противника. Позднее его пребывание в Каире будет истолковано немцами как признак подготовки наступления через Балканы. Немецкая внешняя разведка неправильно интерпретировала происходящее и, в результате, совершила ряд фатальных ошибок в прогнозировании планов объединённой группы войск.
Несколькими месяцами ранее июня 1944 года и начавшегося в этот месяц вторжения в Нормандию Паттон начинает распространять слухи о не существовавшей в действительности 1-й группе армий США (англ. First U.S. Army Group, сокращённо «FUSAG»), выступая в своих разговорах в качестве командующего этой группой. По его словам, эта группа армий должна была вторгнуться во Францию, форсировав переправу через пролив Па-де-Кале. Эти разговоры были частью грандиозной операции по дезинформации, получившей кодовое название «Операция „Сила духа“» (англ. Operation Fortitude). Результатом операции стало нерациональное использование сил и ресурсов немецким командованием, что породило большие проблемы с отражением удара союзников в Нормандии в «День Д».

### Высадка в Нормандии

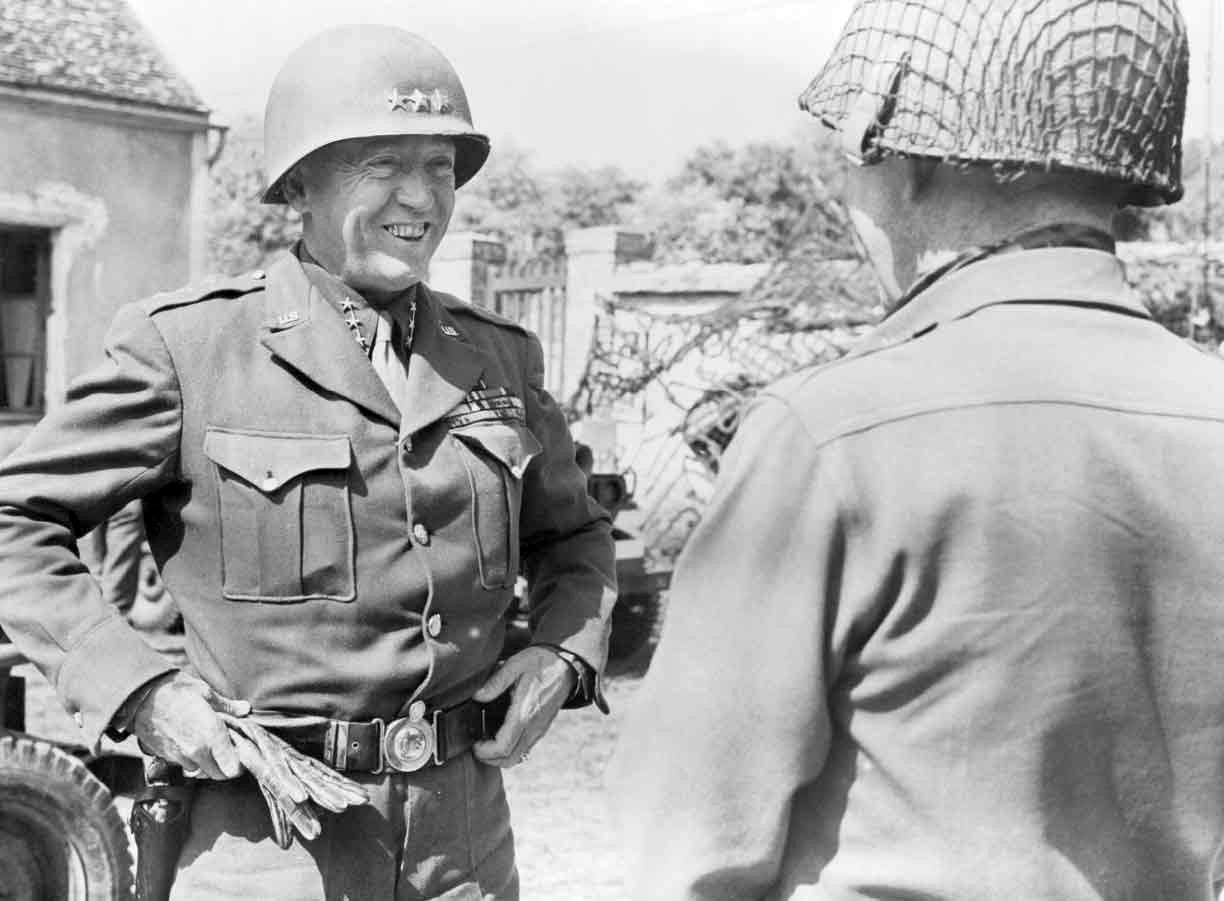
Паттон и генерал-майор Стаффорд Лерой Ирвин в Фонтенбло. 25.08.1944

После начала вторжения в Нормандию Паттон занимает место в командовании 3-й американской армии, которая, с географической точки зрения, занимала на западном театре военных действий крайне правую (западную, затем южную) позицию относительно расположения войск союзников.
Начав действия 1 августа 1944 года, он руководил этой армией на последних этапах операции Кобра, которая, фактически, превратила затяжные жестокие бои десанта и пехоты в Нормандских бокажах — весьма удобных для обороны лесонасаждениях вокруг полей — в блицкриг союзников во Франции. 3-я армия постоянно атаковала, перекрывая противнику пути отступления, отчего значительная часть его сил попала в Фалезский котел между Фалезом и Орном.
Паттон использовал против немцев их же тактику блицкрига, преодолев за две недели расстояние в шестьдесят миль (97км), от Авранша (фр. Avranches) до Аржантана. Силы генерала Паттона были частью объединённых сил союзников, которые освобождали Францию, достигнув Парижа. Сам город был освобождён 2-й французской танковой дивизией, которая находилась под командованием генерала Леклерка, чьи солдаты сражались в самом городе, и 4-й пехотной дивизией США. Части 2-й танковой дивизии были только что переведены в её подчинение из 3-й армии и многие солдаты ещё были уверены, что являются частью 3-й армии. Этот факт характеризует высокую мобильность войск Паттона и агрессивность его стиля командования. Также успеху, безусловно, способствовала получаемая штабами союзников информация, помеченную грифом «Ультра» — этим термином обобщённо называлась вся известная англичанам секретная информация, полученная раскрытием алгоритма немецкой шифровальной машины Энигма.

### Лотарингия

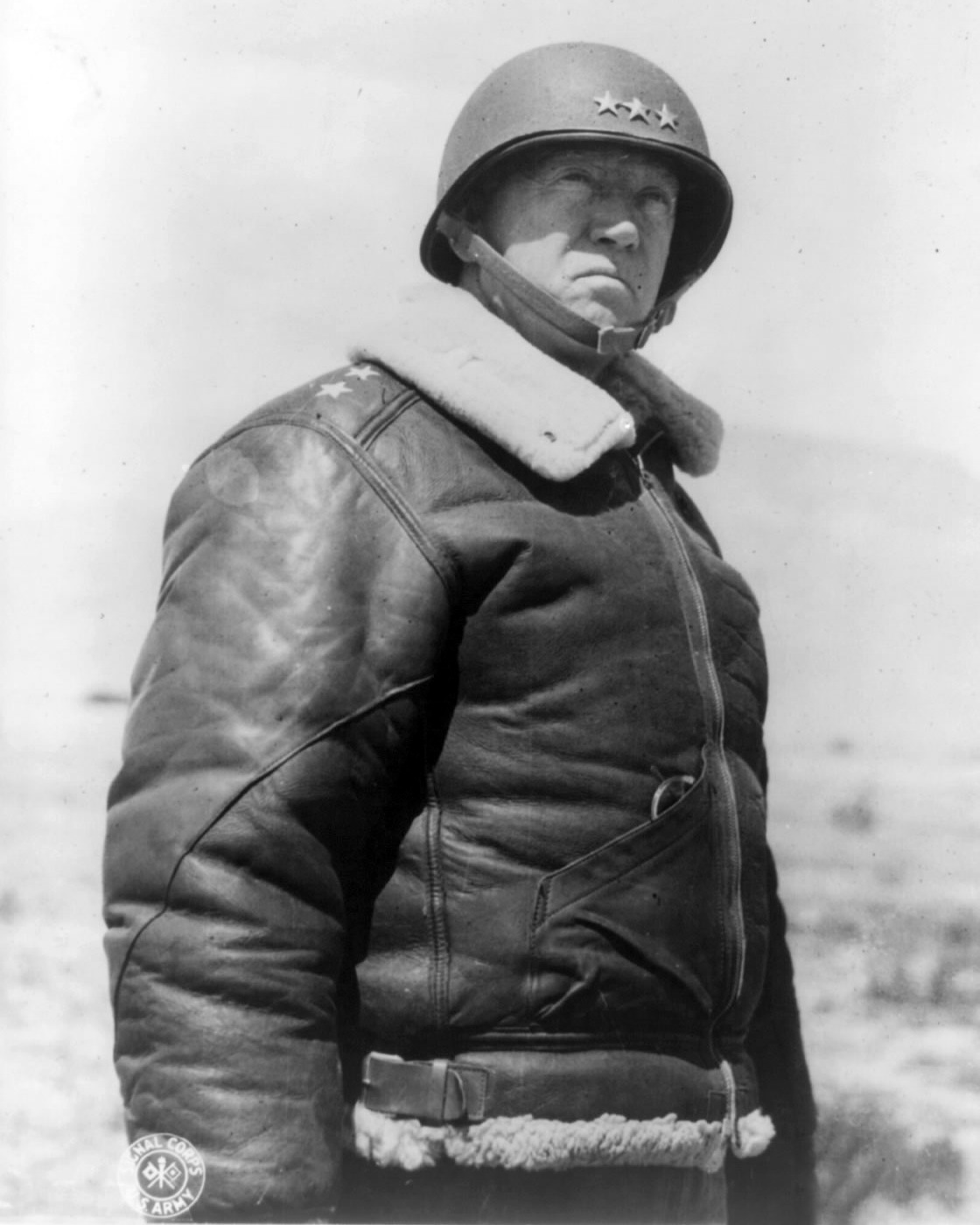
Генерал-лейтенант Джордж Паттон, 30 марта 1943 года

Наступление генерала Паттона, несмотря на все удачи, захлебнулось 31 августа 1944, когда 3-я армия встала у реки Мозель, близ города Мец, Франция. Берраган в своём труде по военной тактике утверждает, что амбиции Паттона и его отказ от признания того факта, что он находился всего лишь во второй волне атакующих сил, сыграли свою отрицательную роль.
Другие историки предполагают, что силы наступающей армии были ограничены генералом Ли, который решил переместить управление своим соединением в более комфортабельный Париж. В итоге около 30 автотранспортных рот были заняты переездом, хотя могли бы быть использованы для снабжения и переброски войск. Паттон предполагал, что командование будет экономить топливо для поддержки успеха кампании, в том числе, и оптимизацией логистики, но вследствие разных причин топливные потоки были отданы Монтгомери, а транспортные ресурсы заняты второстепенными перевозками. Паттон отказывался наступать медленно и, из-за недостаточности сил и средств, 3-я армия «увязла» на линии Эльзас—Лотарингия, не переходя к обороне только из-за слабости немецких войск.
Паттон полагал, что основным преимуществом сил союзников является мобильность. Она достигалась за счёт огромного количества грузовиков, надёжности танков, хорошей радиосвязи, отлаженному материальному и боевому обеспечению и прочих мелочей, вместе дающих возможность армии действовать быстро и слаженно. Медленные атаки вели к большим жертвам среди личного состава и потерям в технике, а также давали противнику возможность закрепиться, чтобы затем организованно отступать с одного рубежа на другой, навязывая противнику свой образ действий. Паттон отказывался действовать таким образом и настаивал на необходимости конвертировать превосходство в ресурсах в превосходство в инициативе.
Времени, занятого подвозом подкреплений сил союзников, немецким войскам хватило для подготовки крепости Мец к длительной обороне. В октябре—ноябре 3-я армия практически увязла в позиционной войне, положение стало практически безвыходным. Тяжёлые потери сопровождали каждый шаг с обеих сторон. Лишь к 23 ноября Мец окончательно сдался американцам.

## Наступление в Арденнах

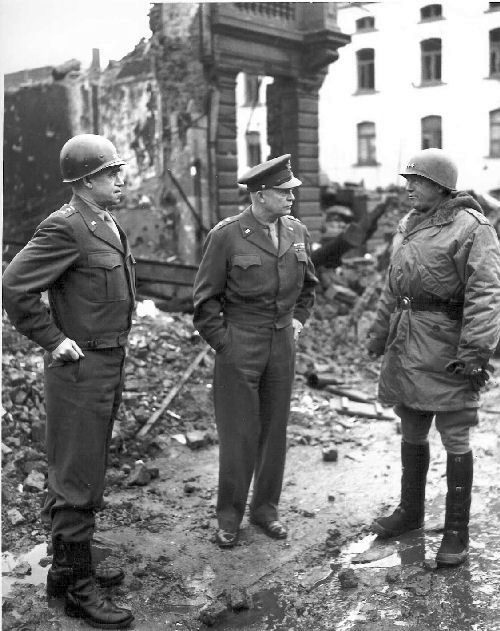
Генералы армии США Брэдли, Эйзенхауэр и Паттон

В конце 1944 года немецкая армия попыталась организовать линию обороны вокруг Бельгии, Люксембурга и Северо-Восточной Франции. Началось наступление в Арденнах, официально возглавляемое немецким фельдмаршалом Гердтом фон Рунштедтом. К 16 декабря 1944 года он сгруппировал 29 дивизий (приблизительно 250 тысяч человек) в слабом месте линии фронта союзников, и они совершили глубокий прорыв к реке Маас. Наступила одна из самых морозных для тёплой Европы зим. Снегопад сковал всякие передвижения танковых войск с обеих сторон.
Нуждаясь всего лишь в одних сутках благоприятной погоды, Паттон приказывает капеллану 3-й армии США, Джеймсу О’Нейлу, молиться Богу о том, чтобы он послал лётную погоду. Вскоре после начала молитвы тучи рассеялись. Паттон прямо на месте молитвы наградил О’Нейла Бронзовой звездой. Получив поддержку авиации, армия начала свои действия по противостоянию войскам фон Рундштедта.
Паттон внезапно (что является значимым достижением тактики и действий частей снабжения) поворачивает войска, осуществляя, тем самым, одновременный отвод сил вместе с обескровленной 101-й воздушно-десантной дивизией США, окружённой в Бастони (её временным командующим тогда был бригадный генерал Энтони Маколифф). К февралю немцы отступали по всему фронту, и Паттон перешёл к другому участку фронта — Саарскому бассейну в Германии. Переброс 3-й армии завершился соединением сил на Рейне в Оппенхайме 22 марта 1945 года.
Паттон планировал освободить от немецких войск Прагу, когда продвижение американской армии было остановлено. Его войска освободили Пльзень (6 мая 1945 года) и основную часть западной Богемии.
После окончания войны был основным сторонником и лоббистом использования в дальнейших боевых действиях бронетехники.

## Наступление в Германии
К февралю 1945 года немецкая оборона пала под натиском наступления 3-й армии Паттона. 23 февраля 1945 года 94-я пехотная дивизия США перешла реку Саар и установила жизненно важный плацдарм в Серриге, через который Паттон двинул части в Саар. Паттон настоял на немедленном пересечении реки Саар вопреки советам своих офицеров.
В период с 29 января по 22 марта 3-я армия захватила Трир, Кобленц, Бинген, Вормс, Майнц, Кайзерслаутерн и Людвигсхафен, убив или ранив 99 000 и захватив в плен 140 112 немецких солдат из состава Первой и Седьмой немецкой армии. Пример саркастического остроумия Паттона показывает эпизод, когда он получил приказ обойти Трир, поскольку было решено, что для его захвата потребуется четыре дивизии. Когда пришло сообщение, Трир уже пал, Паттон довольно едко ответил: «Взял Трир двумя подразделениями. Вы хотите, чтобы я вернул его?»
Третья армия начала переправляться через Рейн после постройки понтонного моста 22 марта и в тот вечер он перебросил дивизию через реку. Паттон позже хвастался, что он помочился в реку, когда переходил её. 26 марта 1945 года Паттон направил оперативную группу «Баум», состоящую из 314 человек, 16 танков и других транспортных средств, в 50 милях (80 км) за немецкими линиями, чтобы освободить лагерь военнопленных OFLAG XIII-B недалеко от Хаммельбурга. Паттон знал, что одним из заключенных был его зять, подполковник Джон К. Уотерс. Рейд провалился и только 35 человек вернулись; остальные были либо убиты, либо захвачены, а все танки и транспортные средства были потеряны. Паттон сообщил об этой попытке освободить Офлаг XIII-B как единственную ошибку, которую он совершил во время Второй мировой войны.
К апрелю сопротивление третьей армии со стороны немцев уменьшалось. 14 апреля 1945 года Паттон был произведен в четырёхзвездочные генералы армии США. Позднее, в том же месяце, Паттон, Брэдли и Эйзенхауэр осмотрели соляную шахту Merkers, а также как концентрационный лагерь в Ордруфе и видение условий жизни в лагере вызвало у Паттона сильное отвращение. 3-я армия была отправлена в направлении Баварии и Чехословакии для разгрома последних немецких частей.
Конец войны части 3-й армии встретили в западной Чехии, продвинувшись далеко вглубь территории, отнесенной в Ялте к зоне влияния Советского Союза. 4 мая третья армия США вошла в Чехословакию. Уинстон Черчилль выступал за освобождение Праги западными союзниками. Сталин же требовал от американцев остановиться в Пльзене, в 50 милях к западу от Праги. Красная Армия планировала крупное наступление в Чехословакии с 7 мая. Эйзенхауэр, не желавший нести дополнительные потери американских солдат и рисковать противодействием Советскому Союзу, согласился с требованиями Сталина. После дипломатического демарша Сталина Паттон получил приказ отойти от Праги и не скрывал при этом недовольства, поскольку очень желал славы освободителя одной из европейских столиц.

## Автокатастрофа и смерть

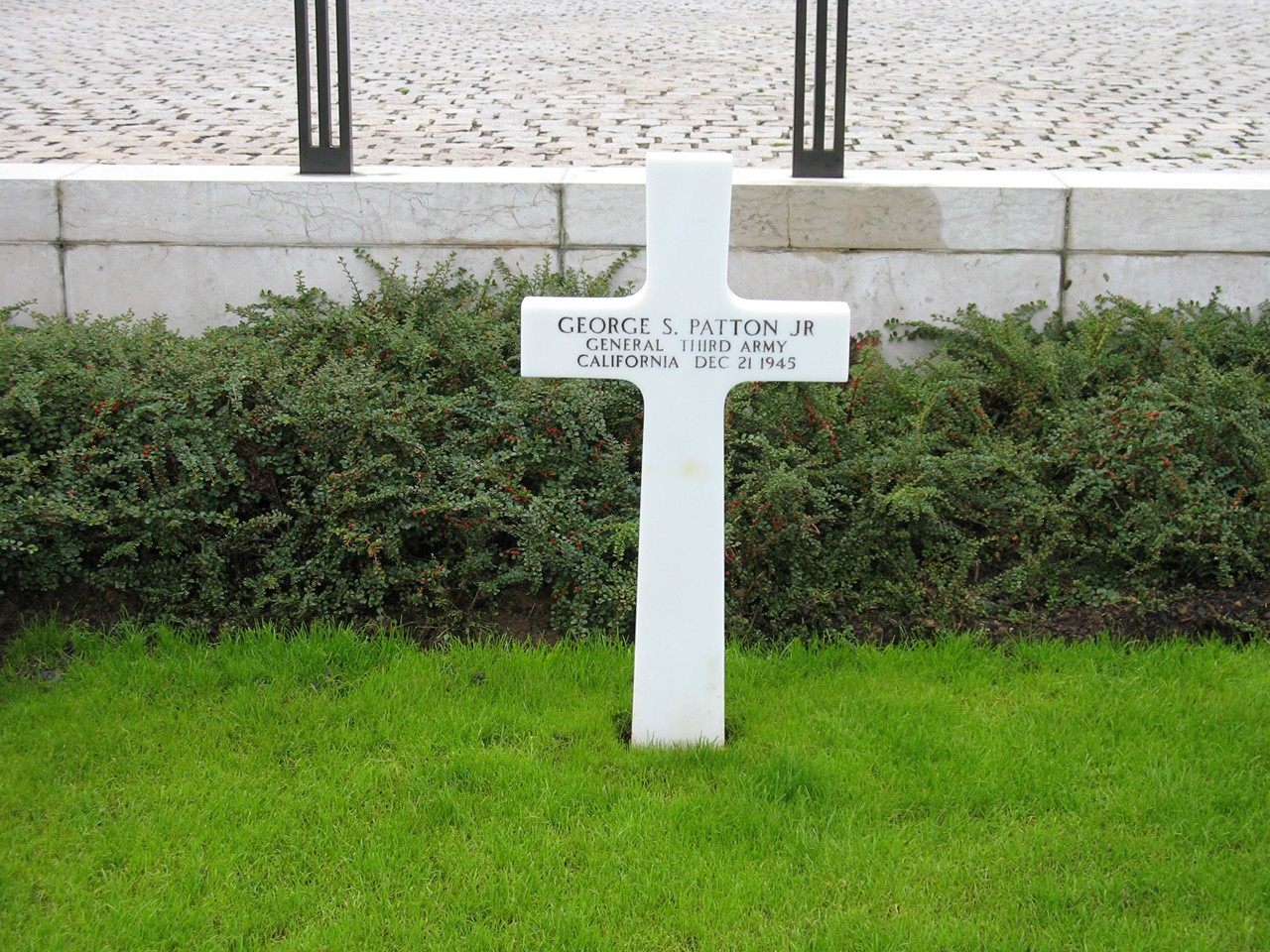
Могила Паттона в Люксембурге

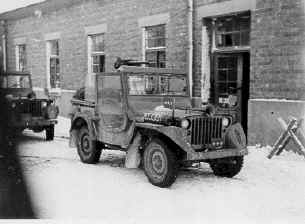
Jeep генерала в Бастони. 1 января 1945 г.

9 декабря 1945 года, за день до своего намеченного возвращения в Калифорнию (США), Паттон попадает в автокатастрофу. Он и его начальник штаба, генерал-майор Хобард Гей, ехали охотиться на фазанов в угодья, расположенные в предместьях Мангейма. В Кадиллаке модели 75, за рулём которого находился водитель Хорас Вудринг (1926—2003) генерал Паттон находился на заднем сиденье справа, а генерал Гей — слева. В 11:45 по местному времени, недалеко от Некарсштадта, на железнодорожном переезде, 2,5-тонный грузовик GMC (водитель Роберт Л. Томпсон), потерял управление и выехал на встречную полосу. Кадиллак на небольшой скорости столкнулся с грузовиком. Генерала Паттона, который в этот момент обсуждал картину, увиденную им на переезде, отбросило вперед, и он получил тяжёлую рану, ударившись головой об одну из стеклянных частей салона на заднем сидении Кадиллака. Гей, Вудринг и Томпсон получили только незначительные травмы. Парализованный, Паттон умер от эмболии 21 декабря 1945 года в военном госпитале в Гейдельберге, Германия, в присутствии своей жены.
Паттон похоронен на Люксембургском американском мемориальном кладбище в городе Люксембург, вместе с другими погибшими воинами 3-й армии США. Его останки были перезахоронены с другого кладбища в место упокоения, расположенное перед могилами его солдат. Кенотаф находится на кладбище в Сан-Гейбриеле, штат Калифорния, рядом с церковью, где Паттон был крещён. В притворе алтарной части храма находятся предметы, напоминающие о Паттоне, в том числе его фотография на танке. Во дворе церкви установлена статуя генерала.
Автомобиль Паттона был восстановлен и использовался различными ведомствами. В настоящее время машину, равно как и многие другие предметы жизни полководца, можно увидеть в Музее генерала Джорджа Паттона (англ. General George Patton Museum) в Форт Ноксе, штат Кентукки.

## Оценка личности
Когда после войны немецкого генерал-фельдмаршала Герда фон Рундштедта попросили оценить противостоявших ему союзнических полководцев, он ответил: «Паттон. Он был вашим лучшим».

## Факты

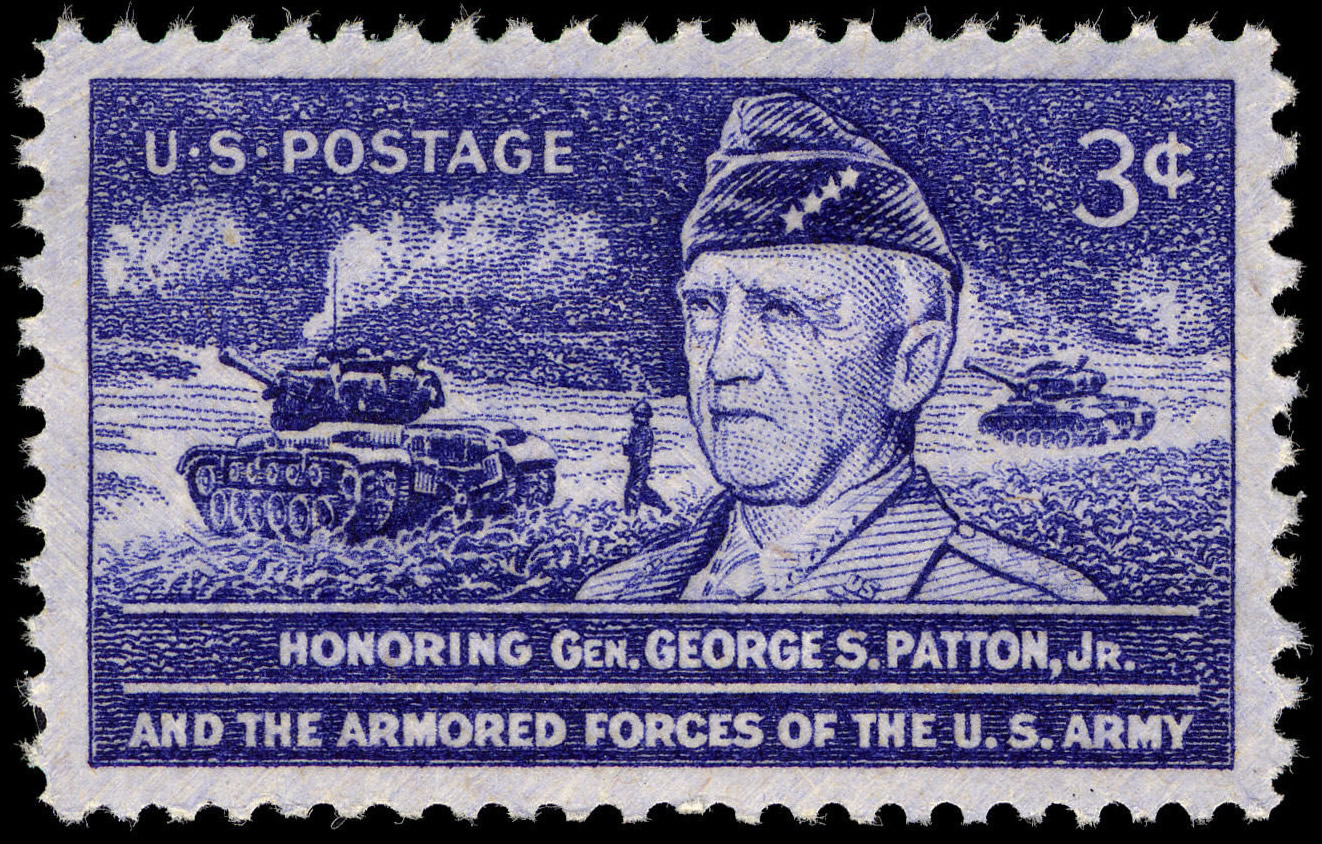
Почтовая марка США, 1953 год

- В честь Паттона назван танк M46 (M46 Patton) — средний танк второй половины 1940-х годов, а также средние танки M47 (M47 Patton II), M48 (M48 Patton III).
- В своё время назвал винтовку M1 Garand «величайшим средством ведения войны из всех когда-либо созданных»[17].
- Был лично знаком с бывшим генералом Конфедерации Джоном Мосби, который неоднократно бывал в доме Паттонов и играл с Джорджем[18].
- В честь Паттона в Люксембурге в 1947 году, в США в 1953 году и в Бельгии в 1957 году были выпущены памятные почтовые марки.

## Цитаты
О Паттоне

…Ни один американский офицер не делал больше для своего продвижения: прошения; ужины в честь военного министра, вице-президента и приезжающих с визитом генералов; телефонные звонки; рекламные акции; даже содержание лошадей в Вашингтоне для того, чтобы мистер Стимсон и другие могли прокатиться на них. Но никто не заботился больше о своих солдатах, чем Джордж Паттон, которого всегда в дождь и стужу, в палящий зной видели рядом с ними и который следил, чтобы они были обеспечены лучшим питанием и медицинским обслуживанием. Который слушал, слушал, слушал их и который говорил с ними на одном языке…» 

Паттон о русских

…Только прикажите, и я выброшу русских за Вислу…    » 

…Трудность с пониманием русских состоит в том, что мы не осознаем факта их принадлежности не к Европе, а к Азии, а потому они мыслят по-другому. Мы не способны понимать русских, как не можем понять китайцев или японцев, и, имея богатый опыт общения с ними, должен сказать, что у меня нет особого желания понимать их, если не считать понимания того, какое количество свинца и железа требуется для их истребления. В дополнение к другим азиатским свойствам их характера, русские не уважают человеческую жизнь — они сукины дети, варвары и хронические алкоголики…

Паттон о евреях

…Гаррисон и иже с ним настаивают на том, будто перемещённые лица — человеческие создания, что не является верным, и особенно относится к евреям, которые ниже животных…» 
Оригинальный текст (англ.)Harrison and his ilk believe that the Displaced Person is a human being, which he is not, and this applies particularly to the Jews, who are lower than animals.

Паттон о смерти за Родину

Я хочу, чтобы вы помнили, что ещё ни один ублюдок не выиграл ни одной войны, умирая за свою страну. Выигрывает тот, кто заставляет других бедных тупых ублюдков умирать за свою.
Оригинальный текст (англ.)Now I want you to remember that no bastard ever won a war by dying for his country. He won it by making the other poor dumb bastard die for his country.

Глупо и неправильно оплакивать людей, которые погибли. Скорее, мы должны благодарить Бога, что такие люди жили.
Оригинальный текст (англ.)It is foolish and wrong to mourn the men who died. Rather we should thank God that such men lived.

## Паттон в искусстве
- Паттон (фильм) — фильм 1970 года режиссёра Франклина Шеффнера.
- Компьютерная игра — стратегия Empires: Dawn of the Modern World содержит кампанию «Кровь и кишки» — кампания за США во Вторую мировую войну, где игроку предстоит управлять американскими частями генерала Паттона.
- Компьютерная игра — стратегия History Legends of War: Patton.
- Упоминается в компьютерной игре Mafia II. Представлен также эпизод операции Хаски, которой командовал Паттон.
- В компьютерной игре Borderlands есть уникальный револьвер Patton, в описании которого приводится фраза, приписываемая генералу: «Да пощадит Бог врагов моих, ибо у меня для них пощады нет» (англ. May God have mercy upon my enemies, because I won’t).
- В Мемориальном музее генерала Джорджа С. Паттона[англ.] в Кириако-Саммит[англ.], в штате Калифорния генералу поставлен бронзовый памятник, на котором он изображён вместе со своим бультерьером Вилли.